# Lista orașelor din Maroc

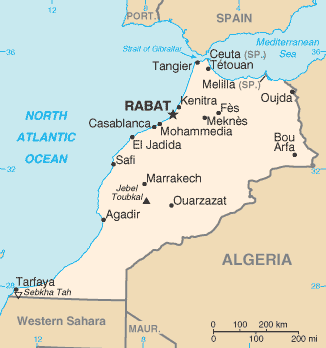
Harta Marocului

Aceasta este lista orașelor din Maroc ordonată după numărul populației la recensământul din 2014.
| Oraș                                     | Populație (2014) | Regiune                    |
| ---------------------------------------- | ---------------- | -------------------------- |
| Casablanca                               | 3.359.818        | Grand Casablanca           |
| Fès                                      | 1.112.072        | Fès-Boulemane              |
| Agadir-Ida Ou Tanan Inezgane Ait Melloul | 1.100.000        | Souss-Massa-Drâa           |
| Tangier                                  | 947.952          | Tanger-Tetouan             |
| Marrakech                                | 928.850          | Marrakesh-Tensift-El Haouz |
| Salé                                     | 890.403          | Rabat-Salé-Kénitra         |
| Meknès                                   | 632.079          | Meknès-Tafilalet           |
| RABAT                                    | 577.827          | Rabat-Salé-Kénitra         |
| Kenitra                                  | 572.700          | Rabat-Salé-Kénitra         |
| Tetouan                                  | 463.968          | Tanger-Tetouan             |
| Beni Mellal                              | 447.330          | Tadla-Azilal               |
| Safi                                     | 415.323          | Doukkala-Abda              |
| Oujda                                    | 410.808          | Oriental                   |
| Nador                                    | 369.102          | Oriental                   |
| Khouribga                                | 326.674          | Chaouia-Ouardigha          |
| Settat                                   | 323.821          | Chaouia-Ouardigha          |
| Skhirate-Temara                          | 302.872          | Rabat-Salé-Kénitra         |
| El Jadida                                | 298.673          | Doukkala-Abda              |
| Khenifra                                 | 269.930          | Meknès-Tafilalet           |
| Taza                                     | 250.258          | Taza-Al Hoceima-Taounate   |
| Mohammedia                               | 241.962          | Grand Casablanca           |
| Larache                                  | 219.577          | Tanger-Tetouan             |
| Khemisset                                | 219.018          | Rabat-Salé-Kénitra         |
| Sidi Kacem                               | 208.271          | Rabat-Salé-Kénitra         |
| Errachidia                               | 195.440          | Meknès-Tafilalet           |
| Taroudannt                               | 186.471          | Souss-Massa-Drâa           |
| El Kelaa Des Sraghna                     | 181.517          | Marrakesh-Tensift-El Haouz |
| Berkane                                  | 156.145          | Oriental                   |
| Ouarzazate                               | 148.537          | Souss-Massa-Drâa           |
| Sefrou                                   | 121.533          | Fès-Boulemane              |
| Taourirt                                 | 119.331          | Oriental                   |
| Al Hoceima                               | 118.463          | Taza-Al Hoceima-Taounate   |
| Essaouira                                | 95.566           | Marrakesh-Tensift-El Haouz |
| El Hajeb                                 | 92.344           | Meknès-Tafilalet           |
| Tiznit                                   | 82.858           | Souss-Massa-Drâa           |
| Azilal                                   | 81.699           | Tadla-Azilal               |
| Ifrane                                   | 73.782           | Meknès-Tafilalet           |
| Mediouna                                 | 73.683           | Grand Casablanca           |
| Benslimane                               | 73.506           | Chaouia-Ouardigha          |
| Taounate                                 | 67.942           | Taza-Al Hoceima-Taounate   |
| Jerada                                   | 64.810           | Oriental                   |
| Figuig                                   | 63.159           | Oriental                   |
| Tan-Tan                                  | 60.509           | Guelmim-Es Semara          |
| Nouaceur                                 | 60.089           | Grand Casablanca           |
| Ouezzane                                 | 59.500           | Tanger-Tetouan             |
| Chefchaouen                              | 54.762           | Tanger-Tetouan             |
| Boulemane                                | 53.810           | Fès-Boulemane              |
| Al Haouz                                 | 52.193           | Marrakesh-Tensift-El Haouz |
| Chichaoua                                | 43.862           | Marrakesh-Tensift-El Haouz |
| Zagora                                   | 42.802           | Souss-Massa-Drâa           |
| Chtouka Ait Baha                         | 39.694           | Souss-Massa-Drâa           |
| Mechra Bel Ksiri                         | 29.601           | Sidi Kacem                 |
| Moulay Yacoub                            | 3.153            | Fès-Boulemane              |